# Kholumolumo
Kholumolumo is een geslacht van plantenetende dinosauriërs, behorende tot de Sauropodomorpha, dat tijdens het late Trias leefde in het gebied van het huidige Lesotho. De enige benoemde soort is Kholumolumo ellenbergerorum.

## Vondst en naamgeving
In 1930 vond Samuel Motsoane, hoofd van de Paris Evangelical Mission School te Bethesda in Lesotho, verspreide dinosauriërfossielen. In 1955 vertelde hij dat aan de protestantse missionaris Paul Ellenberger, die sinds 1953 paleontologisch onderzoek verrichtte in het gebied. Hierop deed deze opgravingen in een lens van fossielhoudend gesteente bij Maphutseng. In september ontdekten hij en zijn broer François Ellenberger een bijzonder rijke locatie die door de plaatselijke bevolking Thotobolo ea ‘Ma-Beata genoemd werd, de "afvalhoop van Beata's moeder". De enorme concentratie botten noopte ze professionele hulp in te roepen. De Zuid-Afrikaanse paleontologen Alfred Walter Crompton, hoofd van het Paleontology Department aan het National Museum of Bloemfontein, en Rosalie F. "Griff" Ewer van de Rhodes University in Grahamstown sprongen in november bij. De vondsten werden nog dat jaar in de wetenschappelijke literatuur gemeld. In februari 1956 zetten de vier de opgravingen voort en aan het eind van het tweede veldseizoen waren 683 stukken verzameld op een oppervlakte van vijfendertig vierkante meter. In 1957 werd het ondergebracht in het South African Museum van Kaapstad. Kort daarop ontstond er wrijving tussen de gebroeders Ellenberger en Crompton, vanwege vertragingen in de preparatie die ertoe leidden dat het materiaal nooit naar Lesotho zou terugkeren.
In 1959 zetten de Ellenbergers de opgravingen voort, versterkt door François' vrouw Hélène, maar nu met een Frans team van het Parijse Muséum national d'histoire naturelle onder leiding van Léonard Ginsburg en Jean Fabre. Vermoedelijk werden nog eens een tweehonderd stukken geborgen. In 1960 werd gemeld dat er op een oppervlakte van zeventig vierkante meter achttien loopsporen van minstens acht dieren waren aangetroffen. Drie sporen werden overgebracht naar de Universiteit van Montpellier maar zijn tegenwoordig zoek. In 1963 waren er verdere opgravingen door Paul Ellenberger, Ginsburg, Fabre en Christiane Mendrez. In 1966 werden de botten door François Ellenberger en Ginsburg voor het eerst beschreven en toegewezen aan Euskelosaurus browni. Dat zou tot veel verwarring leiden.
In september 1970 werden de laatste opgravingen uitgevoerd, door Paul Ellenberger, Ginsburg, Fabre en Bernard Battail. Net als in 1959 werden de fossielen naar Parijs verzonden, in totaal zo'n vierhonderd. In 1970 beschreef Paul Ellenberger het materiaal opnieuw. Tot de conclusie komend dat het een nog onbekend taxon was, gaf hij het de naam Thotobolosaurus mabeatae. Dat deed hij echter onder voorbehoud zodat het een ongeldige nomen vanum bleef. In 1996 benoemde François-Xavier Gauffre de soort als Kholumolumosaurus ellenbergerorum maar in een dissertatie zodat de naam een ongeldige nomen ex dissertatione bleef. Informeel werd wel naar de soort verwezen als de "Bloem Dino" of de "Maphutseng dinosaur".
In 2020 werd de typesoort Kholumolumo ellenbergerorum benoemd en beschreven door Claire Peyre de Fabrègues en Ronan Allain. De geslachtsnaam is de kholumolumo of xodumodumo, een reusachtig reptiel, wel omschreven als een draak, hagedis of krokodil, uit de mythologie van de Sotho. De Basotho gebruiken dit woord als synoniem voor "dinosauriër". De soortaanduiding eert de familie Ellenberger.
Het holotype, MNHN.F.LES381m, is gevonden in een laag van de onderste Elliotformatie die dateert uit het Norien of wellicht het vroege Rhaetien. Het bestaat uit een compleet rechterscheenbeen, gekozen wegens de diagnostische kenmerken. Een groot aantal andere fossielen is aangewezen als de paratypen. Het betreft de specimina MNHN.F.LES153: een stuk linkerpostorbitale; MNHN.F.LES54: een stuk rechterpostorbitale; MNHN.F.LES169: een achterste halswervel; MNHN.F.LES397: een stuk wervelboog van een voorste ruggenwervel; MNHN.F.LES32: een stuk van een middelste ruggenwervel; MNHN.F.LES155: en sacrale wervel; MNHN.F.LES168: een voorste staartwervel; MNHN.F.LES376: een voorste staartwervel; MNHN.F.LES386: een linkerschouderblad; MNHN.F.LES379: een linkeropperarmbeen; MNHN.F.LES159: een rechterellepijp; MNHN.F.LES147: een rechterspaakbeen; MNHN.F.LES26: een eerste rechtermiddenhandsbeen; MNHN.F.LES92: een tweede linkermiddenhandsbeen; MNHN.F.LES93: een derde rechtermiddenhandsbeen; MNHN.F.LES76: een vierde rechtermiddenhandsbeen; MNHN.F.LES29: een eerste kootje van een eerste linkervinger; MNHN.F.LES375a: een rechterdarmbeen; MNHN.F.LES378: een linkerschaambeen; MNHN.F.LES152: een linkerzitbeen; MNHN.F.LES394: een rechterdijbeen; MNHN.F.LES37: een rechterkuitbeen; MNHN.F.LES89: een eerste linkermiddenvoetsbeen; MNHN.F.LES81: een tweede linkermiddenvoetsbeen; MNHN.F.LES82: een derde linkermiddenvoetsbeen; en MNHN.F.LES77: een vijfde linkermiddenvoetsbeen. De paratypen zijn ook weer uitgekozen wegens de informatie die ze verschaffen over de morfologie.
Al het overige sauropodomorfe materiaal uit Maphutseng is aan de soort toegewezen. In Parijs zijn nog 210 stukken aanwezig. Het materiaal vertegenwoordigt losse botten van meerdere individuen, minstens vijf en vermoedelijk een tiental. Schedelelementen maken er maar een klein deel van uit. Wel zijn wat ribben en chevrons aanwezig. Wellicht werden de fossielen afgezet in een rivierbocht.

## Beschrijving

### Grootte en onderscheidende kenmerken
Kholumolumo is een relatief grote basale sauropodomorf. In 2020 werd de lichaamslengte geschat op negen meter. Het is daarmee een van de grotere dieren uit het late Trias en de grootste bekende sauropodomorf uit het Norien. Van de omtrek van het dijbeen uit werd een schatting van het lichaamsgewicht gemaakt. Als Kholumolumo een tweevoeter is, wat de beschrijvers waarschijnlijk achtten, duidt de dikte van het dijbeen op een gewicht van 1754 kilogram. Sommige onderzoekers menen echter dat basale sauropodomorfen ook op hun voorpoten liepen wat de belasting van de achterpoten zou hebben verminderd. In dat geval kan Kholumolumo 3963 kilogram hebben gewogen.
Het holotype toont een unieke combinatie van op zich niet unieke kenmerken. Het scheenbeen is zeer kort en robuust met een omtrek die 53% bedraagt van de lengte: bij alle andere bekende niet-sauropode Sauropodomorpha ligt de verhouding lager dan 0,49, met uitzondering van Antetonitrus en Blikanasaurus. De schacht van het scheenbeen wordt naar onderen zowel in buitenaanzicht als binnenaanzicht dunner. De schacht van het scheenbeen toont een rechter voorrand en achterrand, anders dan bij Antetonitrus.
Daarnaast tonen de paratypen verschillende diagnostische kenmerken waarin ze zich onderscheiden van Blikanasaurus. Het vierde middenvoetsbeen is langer in verhouding tot het scheenbeen. Het vierde middenvoetsbeen heeft een bovenste uiteinde dat overdwars groter is maar van voor naar achter juist minder verbreed. Althans één achterste halswervel is horizontaal kort en verticaal lang, waarbij het wervellichaam slechts een vijfde langer is dan hoog. Bij althans één voorste ruggenwervel ligt de voorrand van het doornuitsteeksel in bovenaanzicht voor de voorrand van het zijuitsteeksel. Bij althans één sacrale wervel is het wervellichaam horizontaal erg kort, met de lengte slechts 70% van de hoogte. Het schouderblad heeft op de buitenzijde twee opvallende richels: één op de achterste bovenrand en een op de voorste bovenrand als het element verticaal gehouden wordt.

### Skelet

#### Schedel
Van de schedel is weinig bekend. Het robuuste driestralige postorbitale heeft geen plotse knik tussen de voorste en achterste tak maar is bovenop wel hol. De neergaande tak is naar voren gebogen en heeft een dikte overdwars die 60% bedraagt van de breedte van voor naar achter. De achterste tak is verticaal en overdwars dun. Deze tak is recht en staafvormig.

#### Postcrania

##### Wervelkolom
De halswervels zijn amficoel en missen luchtkamers. Hun gewrichtsfacetten zijn hoger dan breed. De wervellichamen van de halswervels zijn ongeveer een kwart langer dan breed; de middelste halswervels zijn 2,7 maal langer dan hoog. De halswervels zijn gekield. De epipofysen van de halswervels, extra uitsteeksels op de achterste gewrichtsuitsteeksels, zijn afgeplat. In de halswervels overhangen de epipofysen de achterrand van de achterste gewrichtsuitsteeksels niet. De achterste halswervels zijn opvallend verkort ten opzichte van de middelste. Een richel overdwars tussen hun voorste gewrichtsuitsteeksels ontbreekt. Het doornuitsteeksel vormt een gezwollen staaf met echter een holle achterrand. De achterranden van het doornuitsteeksel lopen over in richels op de achterste gewrichtsuitsteeksels. 
Het stuk wervelboog van een voorste, wellicht eerste, ruggenwervel toont enkele eigenaardigheden. De zijuitsteeksels lijken niet sterk ontwikkeld. De richel tussen zijuitsteeksel en achterste gewrichtsuitsteeksel is onderbroken ter hoogte van de hyposfeen. Ruehleia toont dit verschijnsel in een achterste halswervel maar Kholumolumo is de enige sauropodomorf met zo'n hiaat in een ruggenwervel dus dit kenmerk is een potentiële autapomorfie, hoewel niet als zodanig beoordeeld in de diagnose. Ook deze wervel mist de richel overdwars tussen de voorste gewrichtsuitsteeksels. Het achterste gewrichtsuitsteeksel is kort en tamelijk zijwaarts gericht. Het doornuitsteeksel is smal in zijaanzicht en opvallen ver voorwaarts geplaatst. Meer achterliggende ruggenwervels zijn gekield en missen luchtkamers.
Bij de achterste ruggenwervels zijn de doornuitsteeksels bovenaan plaatvormig met een overdwars verbreed uiteinde. De hyposfeen, het secundaire gewrichtsuitsteeksel, is hier goed ontwikkeld met een kwart van de totale hoogte van de wervelboog. De bewaarde sacrale wervel, vermoedelijk de tweede in de reeks, is opvallend gedrongen. Daarbij heeft het voorste gewrichtsfacet slechts 60% van de hoogte van het achterste facet. Een dergelijke wanverhouding komt wel bij sauropoden voor, zoals Apatosaurus, maar was onbekend van basale sauropodomorfen. De sacrale rib steekt vrijwel haaks uit en vervloeit gelijkmatig met het zijuitsteeksel. Het doornuitsteeksel, iets schuin naar achteren hellend. is hoog en hoger dan breed. De voorrand ervan is iets bol en de achterrand hol. Het bovenvlak heeft een ovaal profiel. 
De eerste staartwervel is korter dan hoog, met een verhouding van ongeveer 0,5. De wervel heeft een gladde onderkant zonder lengtegroeve, wat niet uitzonderlijk is voor basale soorten. Bij Kholumolumo ontstaan bij de middelste staartwervels ondiepe lengtegroeven. De wervelboog is zeer hoog en smal in zijaanzicht. Het doornuitsteeksel steekt verticaal uit en is hoog met een breedte in zijaanzicht die 30% bedraagt van de lengte. De voorrand is bol. De top ervan is afgerond en overdwars verbreed. Naar achteren in de reeks staartwervels gaan de doornuitsteeksels meer naar achteren hellen.

##### Ledematen
Het schouderblad is kort en robuust. De richels aan de bovenste verbreding zijn vermoedelijk aanhechtingen voor de musculus deltoideus scapularis. Het blad is niet sterk ingesnoerd. De processus acromialis is zwak ontwikkeld. De bovenste achterrand van het schoudergewricht vormt en scherpe hoek die ver naar achteren uitsteekt, net als bij Antetonitrus, Lufengosaurus en Sefapanosaurus. Het raakvlak met het ravenbeksbeen, waarvan overigens geen enkele exemplaar gevonden is, is golvend met een opvallende afgeronde uitstulping vooraan, net als bij Antetonitrus maar sterker.
De voorpoot moet nog een aanzienlijke lengte bereikt hebben. Een opperarmbeen, specimen MNHN.F.LES379, heeft een lengte van 685 millimeter. Het is ook relatief slank, zij het dat dit komt door een sterke insnoering zodat Kholumolumo toch de bouw deelt van tweevoetige sauropodomorfen. De minimumbreedte van de schacht heeft 40% van de onderste breedte, die het meest uitgedijd is. De deltopectorale kam beslaat 48% van de schachtlengte. Er is ook een ellepijp gevonden van negenendertig centimeter lengte. Het bovenvlak daarvan is driehoekig. De voorste groeve waar de kop van het spaakbeen in ruste, is tamelijk ondiep; de voorste binnenste beenstijl is tamelijk dik maar de buitenste nogal dun. De schacht is tamelijk slank. Het eerste middenhandsbeen is uiterst robuust. Het eerste kootje van de eerste vinger is kort.
De bovenrand van het darmbeen heeft een sterk bol profiel. Het voorblad van het darmbeen is kort, stomp, afgerond en ovaal van profiel. Het achterblad is een afgeronde driehoek, niet rechthoekig als bij sommige verwanten. Bij darmbeen is aanhangsel voor het schaambeen veel langer dan het aanhangsel voor het zitbeen dat desalniettemin niet gereduceerd is en tamelijk robuust. De buitenwand van het blad is hol gekromd, diep doorlopend tot het heupgewricht; die diepte is een potentiële autapomorfie. Het heupgewricht is rond, geen staande ovaal als bij Lessemsaurus of Sarahsaurus. Het schaambeen is hoewel robuust toch langwerpig met een opvallende bult op de bovenste buitenkant net als bij Meroktenos of Melanorosaurus. Bij de gepaarde schaambeenderen gaat de voorrand van het beenschort bovenaan vloeiend over in de hoofdlichamen. Het beenschort is bovenop en onderop plat met rechte en evenwijdige binnenranden en buitenranden net als bij Antetonitrus, Melanorosaurus en Meroktenos. Aan het onderste uiteinde is er een verticale verbreding door een naar onderen gericht uitsteeksel net als bij Coloradisaurus.
Het dijbeen is tamelijk robuust. Het best bewaarde dijbeen, specimen MNHN.F.LES394, heeft een lengte van 755 millimeter. Bij het dijbeen is de trochanter minor gereduceerd tot een verruwing van het oppervlak. Bij het scheenbeen is het ondervlak ongeveer even breed overdwars als van voor naar achter. Bij het scheenbeen is de buitenzijde van het ondervlak van voor naar achter even breed als de binnenzijde. Bij het scheenbeen vormt de voorste binnenrand van het ondervlak een haakse hoek. De breedte overdwars van het hielbeen is minder dan 30% van de breedte overdwars van het sprongbeen.

## Fylogenie
Kholumolumo werd in 2020 matig basaal in de Sauropodomorpha geplaatst, basaal in de Massopoda, als zustersoort van de Amerikaanse Sarahsaurus. Deze twee taxa vormen weer samen een klade met de Chinese Xingxiulong. Deze verwantschappen zouden verklaard kunnen worden door aan te nemen dat hun aftakking tussen het Norien en het Pliensbachien een radiatie doormaakte. De beschrijvers wezen er echter op dat deze uitkomsten nog zeer onzeker zijn doordat het materiaal niet al te veel anatomische details toont.